# ميديا تيك

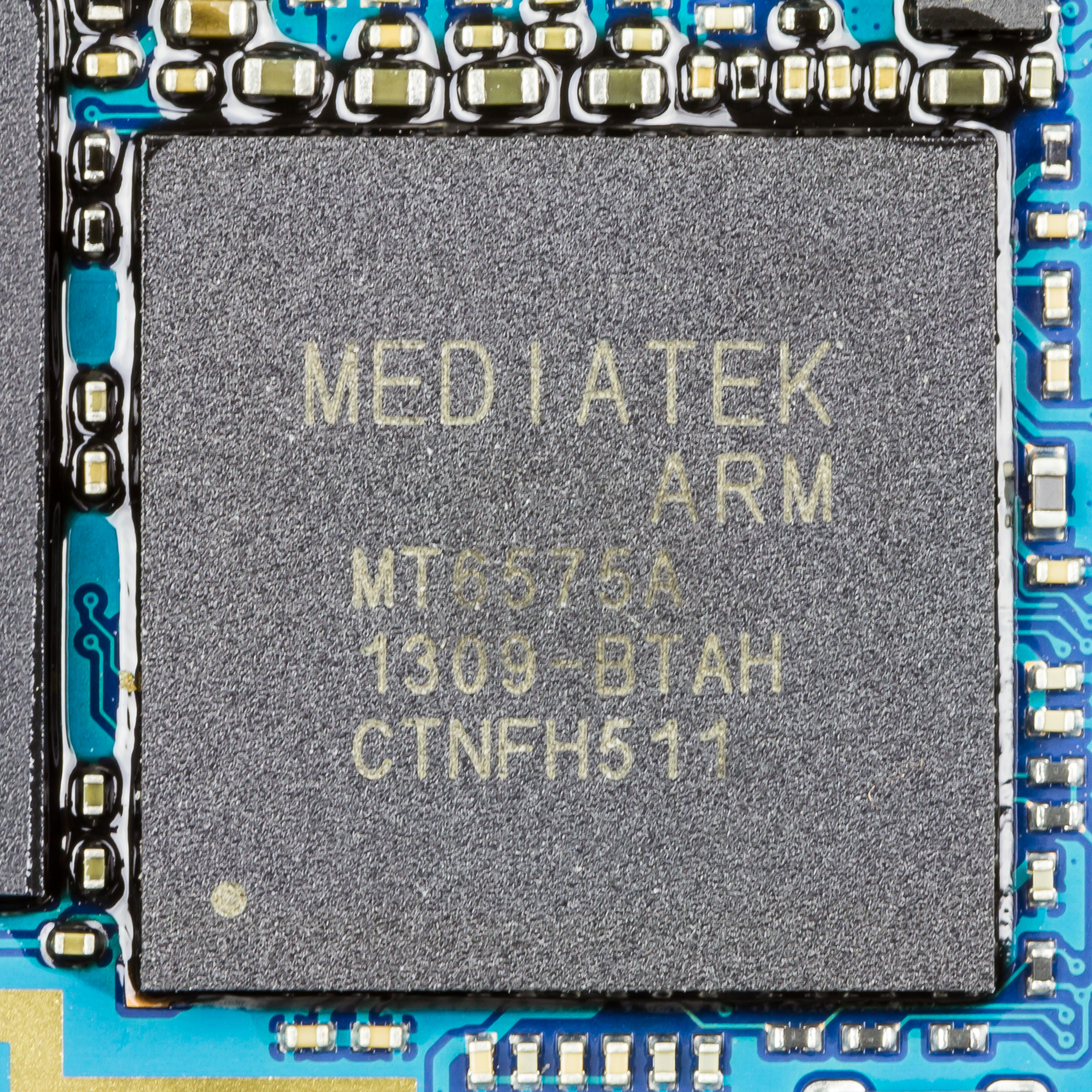
ميدياتيك MT6575A بداخل هاتف الاندرويد الذكي إل جي E455

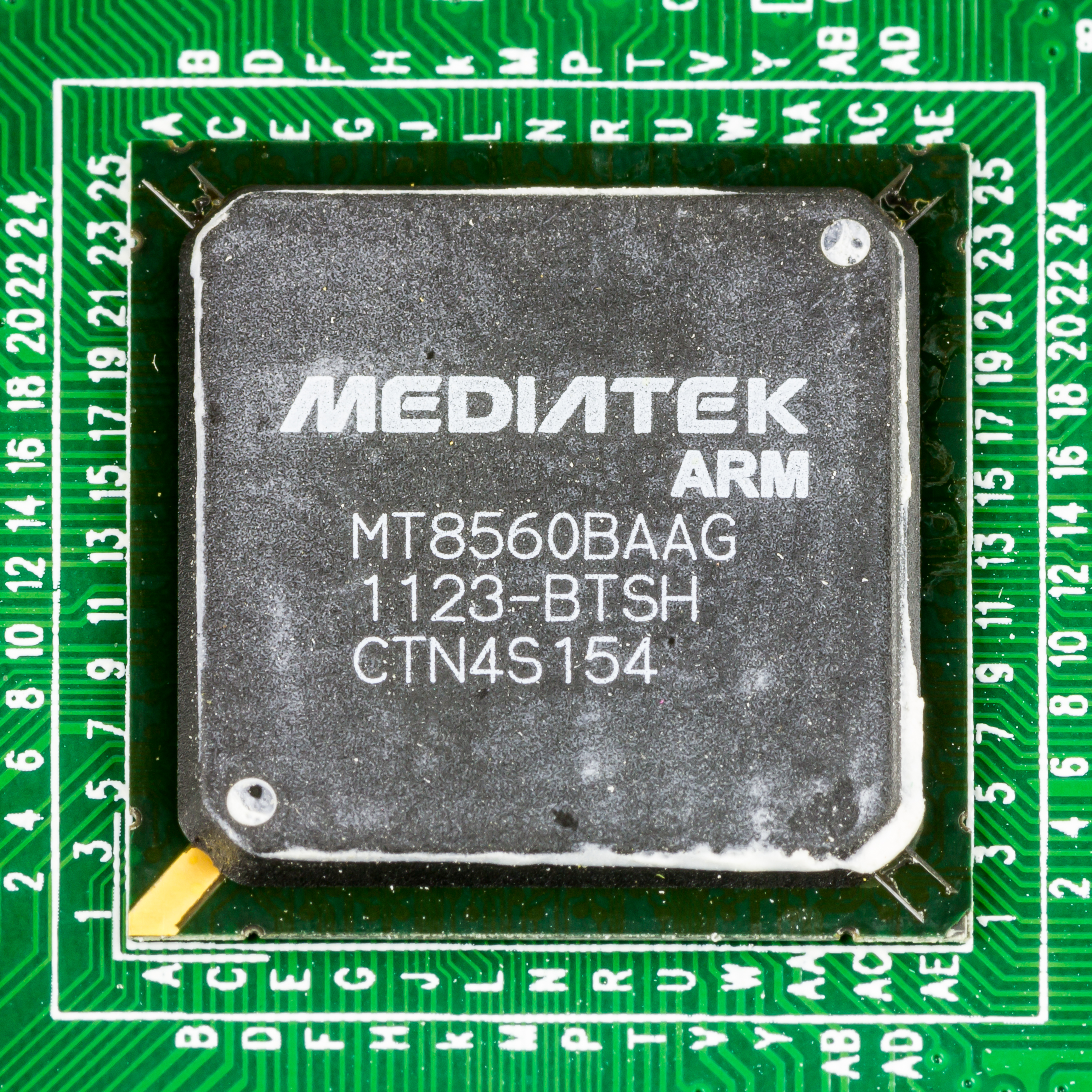
ميدياتيك MT8560BAAG بداخل مُشغل بلو راي

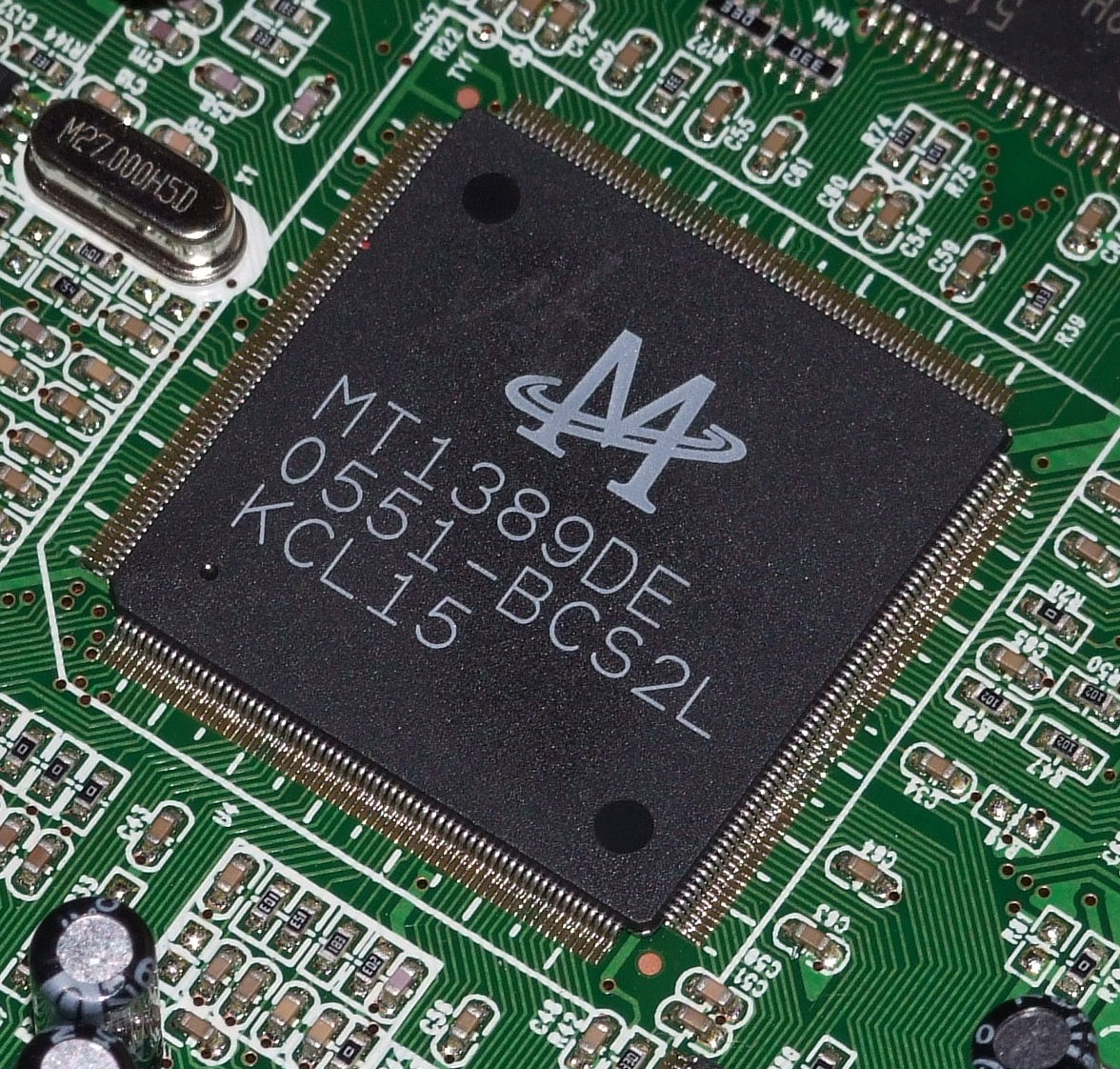
ميدياتيك MT1389DE بداخل مُشغل دي في دي

ميدياتيك ((بالإنجليزية: MediaTek)‏ (بالصينية: 聯發科技股份有限公司))، هي شركة تايوانية لأشباه الموصلات غير مصنعة للموصلات [الإنجليزية]، تُنتج الشركة شرائح للاتصالات اللاسلكية والتلفزيون عالي الوضوح والأجهزة المحمولة مثل الهواتف الذكية وأجهزة الكمبيوتر اللوحية وأنظمة الملاحة ومنتجات الوسائط المتعددة الاستهلاكية وخدمات خط المشترك الرقمي بالإضافة إلى محركات الأقراص الضوئية.
يقع المقر الرئيسي للشركة في سين شو، ولديها 25 مكتبًا حول العالم وكانت ثالث أكبر مصمم للدوائر المتكاملة غير مصنع لأشباه الموصلات في جميع أنحاء العالم في عام 2016. تأسست ميدياتيك في عام 1997. كما تقدم الشركة لعملائها تصميمات مرجعية [الإنجليزية].

## تاريخ الشركة
كانت ميدياتيك في الأصل وحدة تابعة للشركة التايوانية "شركة الإلكترونيات الدقيقة المتحدة" [الإنجليزية] (UMC)، والمكلفة بتصميم مجموعات شرائح لمنتجات الترفيه المنزلي. في 28 مايو 1997، تم فصل الوحدة وتأسيسها. تم إدراج شركة ميدياتيك في بورصة تايوان (TSEC) تحت رمز "2454" في 23 يوليو 2001.
بدأت الشركة في تصميم شرائح لمحركات الأقراص الضوئية ثم توسعت بعد ذلك إلى شرائح لمشغلات دي في دي وأجهزة التلفزيون الرقمية والهواتف المحمولة والهواتف الذكية والأجهزة اللوحية. بشكل عام، تتمتع ميدياتيك بتاريخ قوي في اكتساب حصتها في السوق وإزاحة المنافسين بعد دخول أسواق جديدة.
أطلقت الشركة قسمًا لتصميم منتجات للأجهزة المحمولة في عام 2004. وبعد سبع سنوات، كانت تتلقى الشركة طلبات لأكثر من 500 مليون وحدة نظام متنقل على رقاقة سنويًا، والتي تضمنت منتجات لكل من الهواتف المميزة والأجهزة الذكية. من خلال تقديم الشركة لمساعدات هندسية مكثفة للنظام، مكنت الشركة العديد من الشركات الأصغر والوافدين الجدد بدخول سوق الهواتف المحمولة التي كانت تهيمن عليها سابقًا الشركات الكبيرة، والتي غالبًا ما تكون متكاملة رأسياً وراسخة على نطاق واسع في صناعة الاتصالات السلكية واللاسلكية. وسرعان ما أصبح سوق شرائح الهاتف المحمول المحرك الرئيسي لنمو الشركة.
في المؤتمر العالمي للجوال لعام 2014، كشفت ميدياتيك النقاب عن علامتها التجارية الجديدة "Everyday Genius"، التي يطلق عليها مصطلح "Super-mid market"، مع رؤية تهدف إلى جعل الهواتف الذكية في متناول السوق الأوسع.
اعتبارًا من تشرين الثاني (نوفمبر) 2014، تم شحن أكثر من 1500 نموذج للهاتف المحمول، والتي تضم 700 مليون وحدة من إنتاج الشركة، على مستوى العالم في عام 2014، حققت الشركة عائدات بلغت 5.3 مليار دولار أمريكي في النصف الأول من عام 2014، أي ما يقرب من عائدات عام 2013 بأكمله. ومع ذلك، كان نمو الإيرادات يرجع جزئيًا إلى الإيرادات المُحققة من الاستحواذ على MStar، والتي بدأت عملها في بداية عام 2014.
في 25 نوفمبر 2019، أعلنت ميدياتيك وإنتل عن شراكة لجلب 5G إلى أجهزة الكمبيوتر في عام 2021.

## الإستحوذات
في عام 2005، استحوذت ميدياتيك على إنبركوم، وهي شركة لتصميم أشباه الموصلات اللاسلكية مثل شرائح 802.11a، b، a/g.
في 10 سبتمبر 2007، أعلنت شركة ميدياتيك عن نيتها شراء قسم "انالوج ديفيسز" [الإنجليزية] لأجهزة الراديو الخلوية وأقسام شرائح النطاق الأساسي مقابل 350 مليون دولار أمريكي. تم الانتهاء من عملية الاستحواذ بحلول 11 يناير 2008. The acquisition was finalised by January 11, 2008.
في 5 مايو 2011، استحوذت ميدياتيك على شركة رالينك تكنولوجي [الإنجليزية]، مكتسبة منتجات وخبرات لتقنية الواي-فاي للتطبيقات المحمولة وغير المحمولة، وكذلك لاتصال خط المشترك الرقمي والإيثرنت السلكي.
في 11 أبريل 2012، استحوذت ميدياتيك على كورسونيك (بالإنجليزية: Coresonic)‏، وهي شركة منتجة عالمية لمنتجات معالجة الإشارات الرقمية ومقرها في لينشوبينغ، السويد. أصبحت كورسونيك شركة فرعية مملوكة بالكامل لشركة ميدياتيك في أوروبا.
في 22 يونيو 2012، أعلنت شركة ميدياتيك أنها ستستحوذ على شركة تصنيع الشرائح التايوانية المنافسة إم ستار لأشباه الموصلات [الإنجليزية]، والتي كانت تحتل مكانة قوية في سوق رقائق التلفزيون الرقمي. شهدت المرحلة الأولى من الصفقة حصول ميدياتيك على حصة تبلغ 48 بالمائة، مع خيار شراء الحصة المتبقية في وقت لاحق. تم تأجيل الاندماج التالي بين ميدياتيك وإم ستار بسبب مخاوف مكافحة الاحتكار في الصين وكوريا الجنوبية وتم الانتهاء منه في 1 فبراير 2014.

## الأداء المالي
|                | 2006   | 2007   | 2008   | 2009   | 2010   | 2011   | 2012   | 2013    | 2014    | 2015    | 2016    |
| -------------- | ------ | ------ | ------ | ------ | ------ | ------ | ------ | ------- | ------- | ------- | ------- |
| صافي المبيعات  | 52,942 | 74,779 | 68,016 | 77,311 | 71,988 | 53,842 | 99,263 | 136,056 | 213,063 | 213,255 | 275,512 |
| الدخل التشغيلي | 23,816 | 31,427 | 17,090 | 21,447 | 17,267 | 4,840  | 12,403 | 25,244  | 47,241  | 25,908  | 23,076  |

1. ↑   يشمل مساهمة مبيعات الاستحواذ على إم ستار

## وصلات خارجية
- الموقع الرسمي